# Heinemannomyces splendidissima
Heinemannomyces là một chi nấm trong họ Agaricaceae. Đây là chi đơn loài, chứa một loài Heinemannomyces splendidissima.